# Comté (rivier)
De Comté is een rivier in Frans-Guyana, die ontspringt in de Montagnes Tortue. De rivier stroomt in noordoostelijke richting en mondt uit in de Mahury op het grondgebied van de gemeente Roura.
Sandre, de Franse waterautoriteit, beschouwt de Mahury, de Oyac, en de Comté als één rivier met een totale lengte van 169 km.